# Muelle balancín

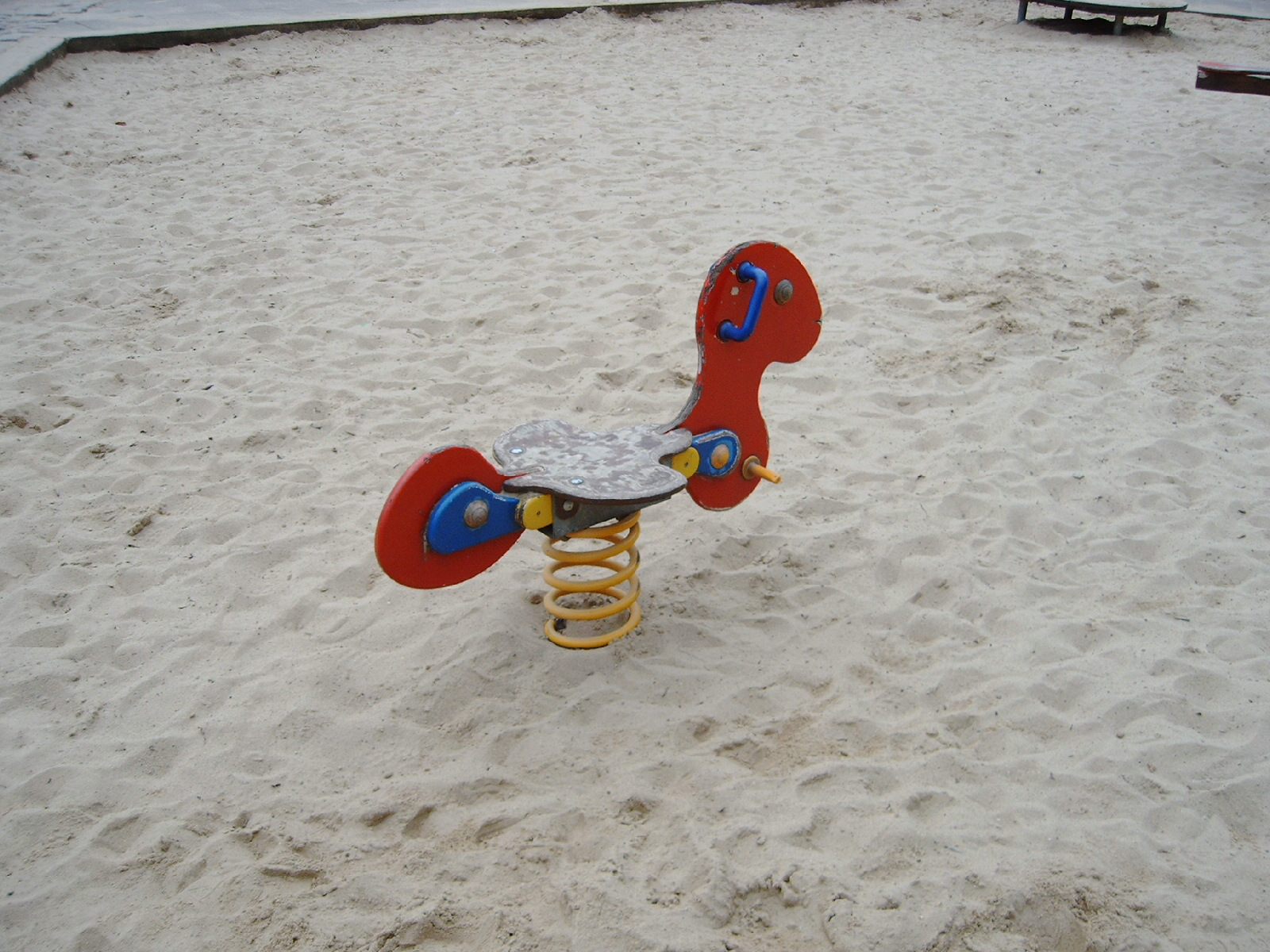
Balancín

Entretenimiento infantil que se encuentra en parques y jardines y se basa en un muelle sobre el que se sienta el niño y se balancea. El balancín está compuesto por un muelle de grandes dimensiones, un asiento y una figura de madera y una estructura con asas metálicas a las que se agarra. 
Por lo general, la figura está fabricada de contrachapado antihumedad y adopta la forma de animales o vehículos figurando que el niño cabalga sobre ellos. Las representaciones de las monturas son de lo más variado: ovejas, caballos, ranas, aves, motocicletas, aviones, etc. Los muelles balancines están pintados de vivos colores y son fáciles de instalar insertando unos tacos sobre un dado de hormigón. 
Los muelles están recomendados para experimentar con el equilibrio y el juego del balanceo. Permiten así mismo fomentar la sociabilidad colocando varias unidades en una misma zona.

## Variaciones
- Balancín de dos plazas. Consiste en un muelle de dos plazas enfrentadas que permite a los niños relacionarse y balancearse con mayor impulso. Se presentan en diferentes modelos: de frente, de espaldas, de pie, etc.
- Balancín de cuatro plazas. Consiste en un muelle con cuatro asientos y una estructura central a la que se agarran los niños. Su ventaja estriba en la capacidad de moverse en todas las direcciones.

- Datos: Q2181709
- Multimedia: Playground springs / Q2181709

- Wikimedia Commons alberga una categoría multimedia sobre Muelle balancín.